# Bảo tàng Katyn
Bảo tàng Katyn (tiếng Ba Lan: Muzeum Katyńskie) là một bảo tàng tọa lạc tại số 4 Phố Jana Jeziorański, Warsaw, Ba Lan. Phương châm hoạt động của Bảo tàng là thu thập các hiện vật và kỷ vật của những người từng bị sát hại ở Katyn, Miednoje, Kharkiv và Bykivnia từ quá trình khai quật và phục hồi sau khai quật. Ngoài ra, Bảo tàng còn sưu tập các bức ảnh, thư từ và các kỷ vật khác được nhận từ gia đình họ.

## Lịch sử
Bảo tàng Katyn được khánh thành vào ngày 29 tháng 6 năm 1993 theo khởi xướng của Bảo tàng Quân đội Ba Lan. Trụ sở đầu tiên của Bảo tàng là Pháo đài "Czerniaków".
Năm 2008, Bảo tàng Katyn được trao tặng kỷ niệm chương nhân ngày tưởng niệm Thảm sát Katyn. Tháng 3 năm 2009, Bảo tàng bị đóng cửa để phục vụ việc giám sát tòa nhà.
Ngày 17 tháng 9 năm 2011, triển lãm tạm thời "Tưởng nhớ không thể bị phá hủy" được khai mạc tại trụ sở của Bảo tàng Quân đội Ba Lan ở Warsaw nhằm giới thiệu các bộ sưu tập của Bảo tàng Katyn và công bố trụ sở mới của Bảo tàng Katyn là trong Thành cổ Warszawa.
Tháng 9 năm 2015, Bảo tàng Katyn mở cửa đón công chúng trở lại trong trụ sở mới ở thủ phủ Thành cổ.

## Triển lãm

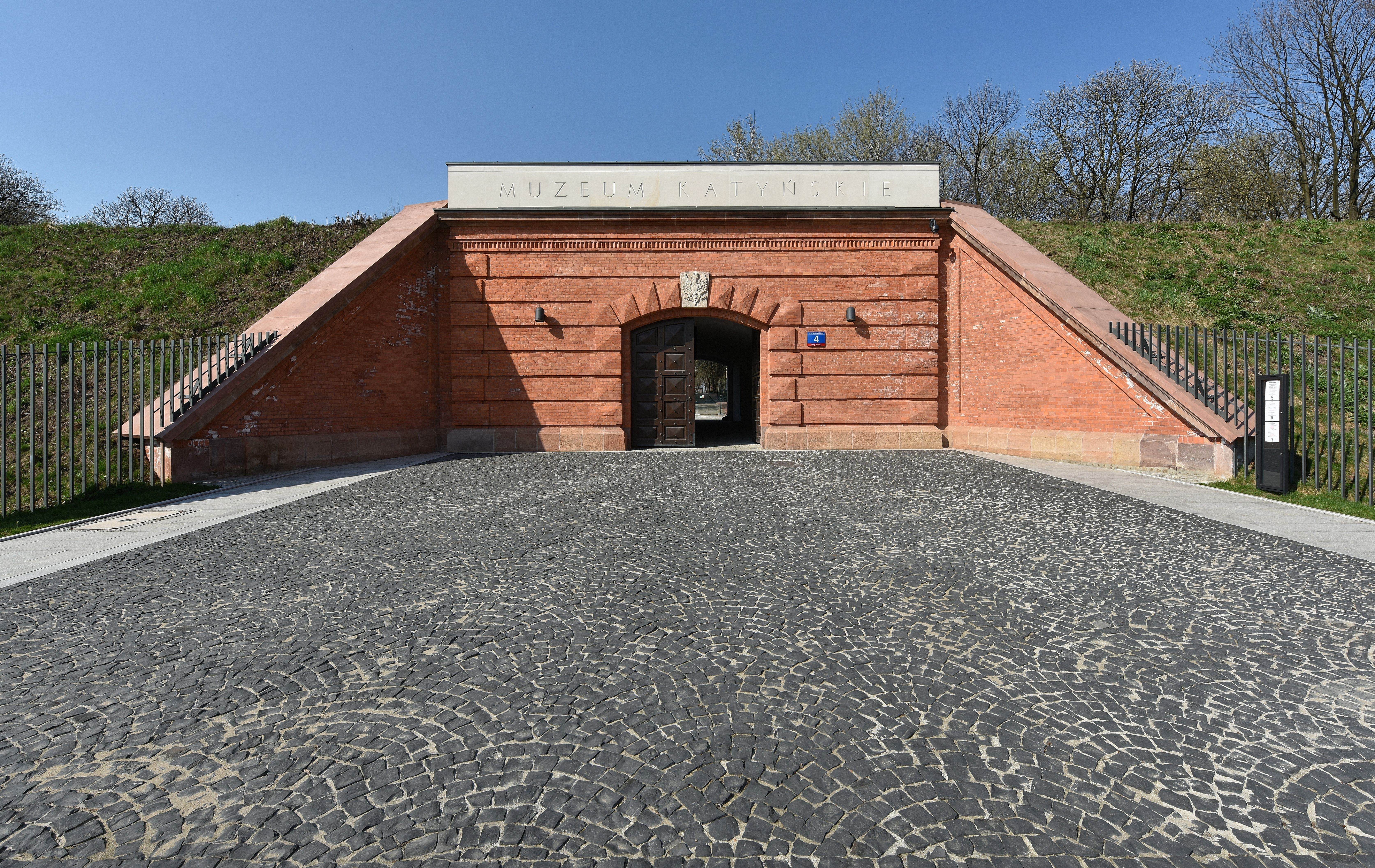
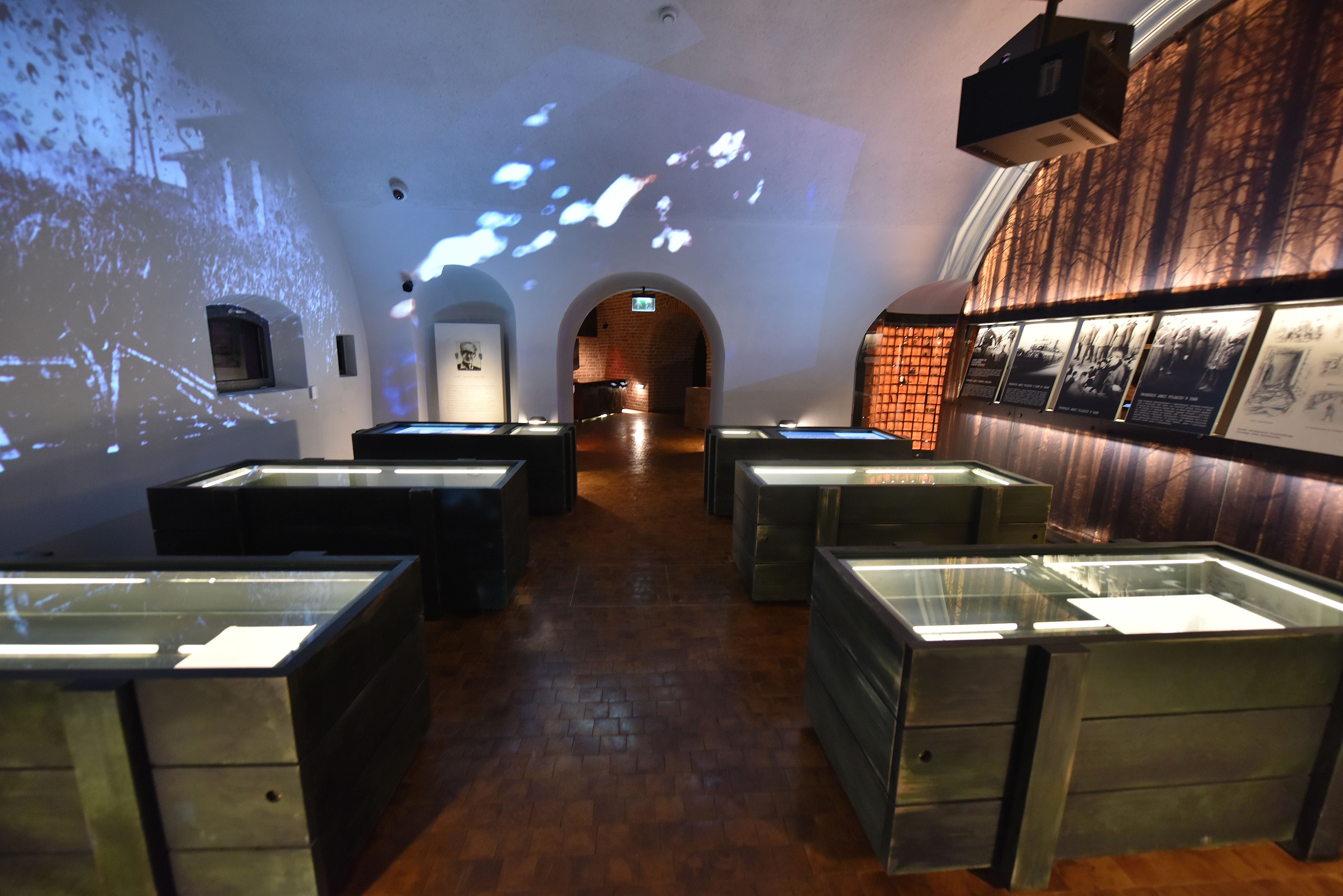
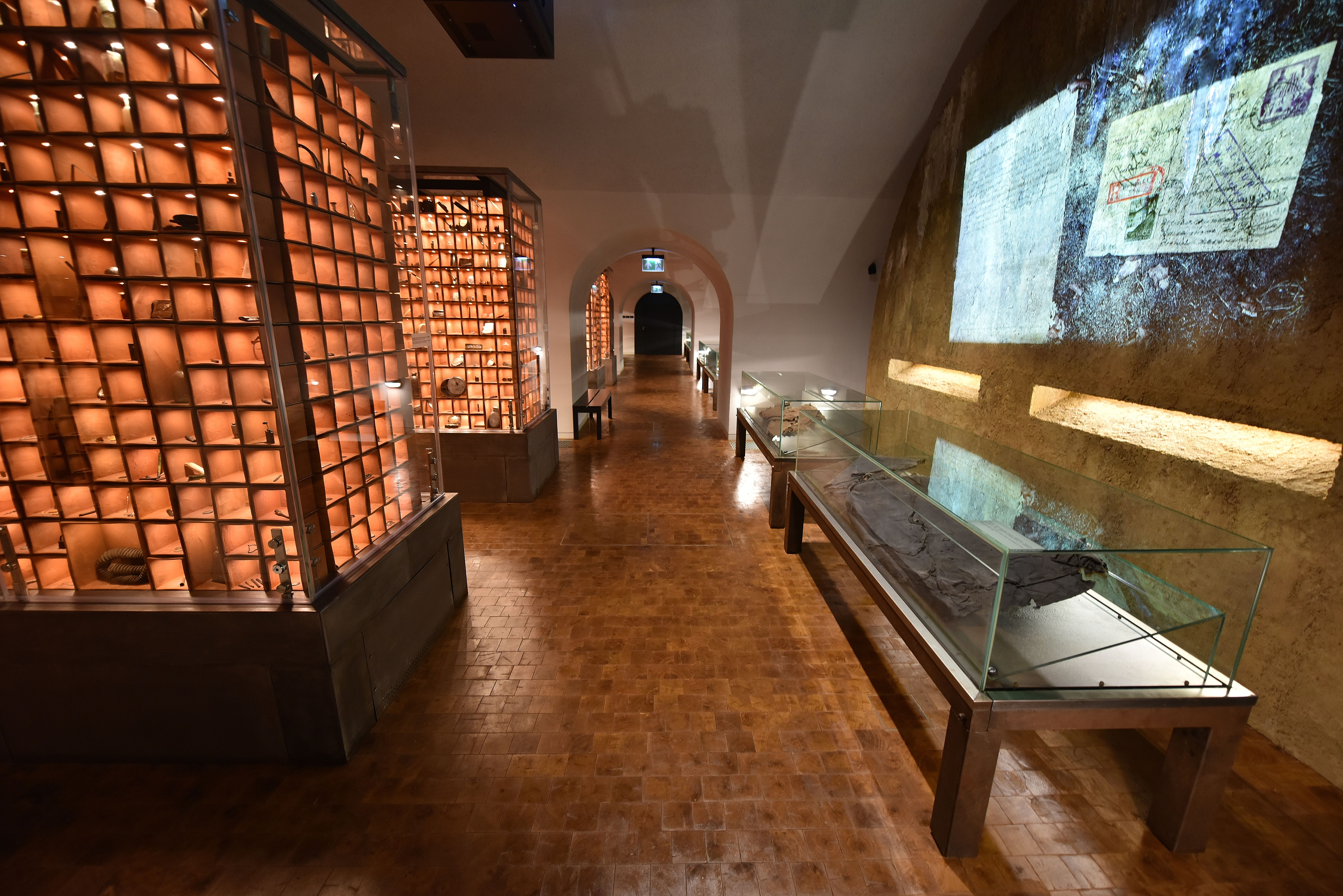
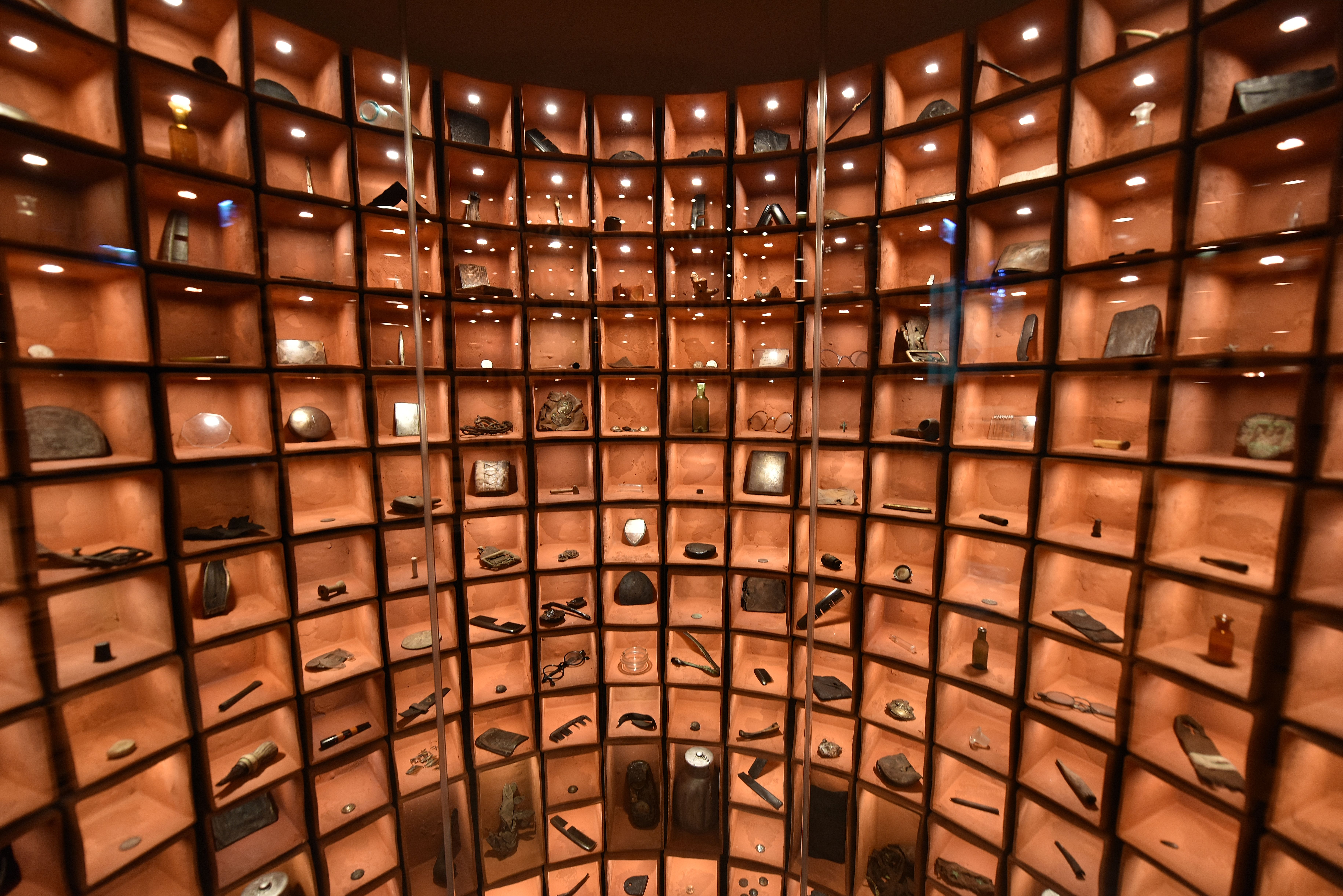
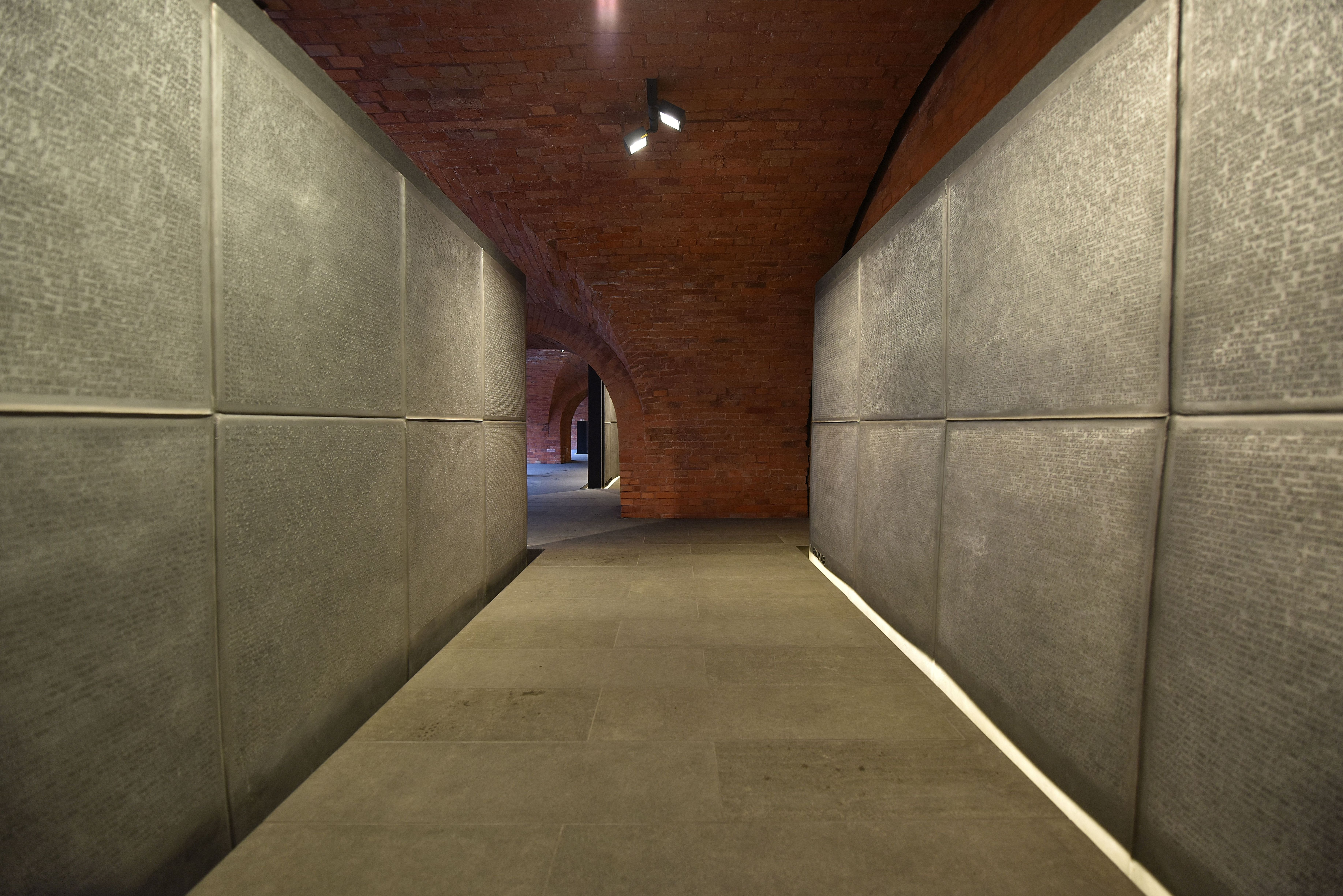